# Anita Nair
Anita Nair, född 26 januari 1966 i Kerala, Indien, är en engelskspråkig indisk författare, som hör till en yngre generation Kerala-författare och som inträngande gestaltar kvinnans villkor i det moderna Indien.

## Biografi
Nair utbildades i Chennai (Madras) innan han återvände till födelseorten Kerala, där hon avlade en BA-examen med inriktning på engelska språket och litteraturen.
Nair arbetade som artdirector på en reklambyrå i Bangalore när hon skrev sin första bok, en novellsamling med titeln Satyr of the Subway, som hon sålde till Har-Anand Press. Boken vann ett stipendium från Virginia Center for Creative Arts.
Hennes andra bok, publicerad av Penguin Indien, var den första bok av en indisk författare som gavs ut av Picador i USA. Som bestsellers av skönlitteratur har Nairs romaner The Better Man och Ladies Coupe översatts till 21 språk (på svenska 2006: Kvinnor på tåget).
År 2002 gav hon ut diktsamlingen Malabar Mind, och 2003 Where the Rain is Born – Writings About Kerala, som hon har redigerat. Nairs andra roman Ladies Coupé från 2001, har visat sig vara en ännu större framgång än den första, både bland kritiker och läsare, i hittills 15 länder utanför Indien, från USA till Turkiet och från Polen till Portugal. År 2002 valdes Ladies Coupé  som en av de fem bästa romanerna i Indien. Hon har även skrivit The Puffin Book of World Myths and Legends (2004), en barnbok om myter och legender. 
Nairs verk omfattarar också många reseberättelser[10] och med pjäsen Nine Faces of Being, där historien bygger på hennes bok Mistress har hon även blivit dramatiker. Med sin bok Cut Like Wound (2012) införde hon den fiktiva karaktären Inspector Gowda.
Hennes sjätte roman Idris: Keeper of The Light (2014) är en historisk och geografisk roman om en somalisk näringsidkare som besökte Malabar år 1659.

## Priser och utmärkelser
- Kerala Sahitya Akademi Award maj 2012 för hennes bidrag till litteratur och kultur.
- Arch of Excellence Award av All India Achievers Conference, New Delhi i litteratur.
- Utsedd till finalist för 2007 års PEN/Beyond Margins Award i USA. [6]
- Nominerad som finalist till LiBeraturpreis 2007 i Tyskland. [6]
- Mistress uppförd på den långa listan för Orange prize for fiction år 2008. [7]
- FLO FICCI Women Achievers Award 2008 i litteratur.[7]
- Montblanc hedrade henne 2009 med lanseringen av en specialutgåva om författarskap i Indien för hennes romanbidrag till litteraturen, hennes genomförda tvärkulturella strävanden samt aha-upplevelser, som överbryggat en stor mängd olika former av hinder, som språkbarrpärer, kulturer och identiteter. [8]
- Idris Keeper of the Light nominerad till The Hindu Literary Prize 2014 [9]
- Global ambassadör för kvinnor vid Expo i maj 2015.